# Jiří Jelínek (japanista)
Jiří Jelínek (1. února 1939 Praha – 9. září 2008 Praha[zdroj?]) byl český japanolog, anglicista a matematický lingvista. Člen British Association for Japanese Studies a European Association for Japanese Studies.

## Život
Vystudoval na Filozofické fakultě UK obory japanologie a anglistika. Po absolutoriu působil též jako odborný asistent na FF UK (1961–1968) na katedře lingvistiky a fonetiky a od roku 1963 na katedře věd o zemích Asie a Afriky. Mezi tím absolvoval postgraduální studium zaměřené na matematickou lingvistiku.
V roce 1968 emigroval do Anglie, kde od října 1968 působil na univerzitě v Sheffieldu v oboru japanologie. Těžiště jeho práce spočívá ve vývoji programu ke strojovému překladu z japonštiny do angličtiny a naopak. Zabýval se především matematickou lingvistikou. Pobýval rovněž jako hostující profesor v Japonsku.

## Publikace
- A Linguistic Aspect of Transforamation Rules. In: Acta Universitatis Carolinae. Philologica. Slavica Pragensia. Praha: 1965, roč. VII. 8 s.
- Construct Classes. In: Prague Studies in Mathematical Linguistics. 2, Praha 1966, 16 s.
- Automatic Syntactic Analyser of Japanese. In: Džóhó šori gakkai, CL kenkjú iinkai širjó 67-1. Tokio 1967, 25 s.
- An Analyser of Nominal Phrases in Modern English. In: Prague Bulletin of Mathematical Linguistics. Praha 1967–1968, č. 3, 4 a 5. 107 s.
- Japanese – the integrated dictionary search method. In: Teaching Languages to Adults for Special Purposes. London 1974, 4 s.
- Automatic Integrated Dictionary Systems. In: Proceedings of the International Conference on Machine Translation. Cranfield 1984.
- (spoluautoři F. E. Knowles, M. McG. Wood) The ALVEY Japanese and English Machine Translation Project. In: Proceedings of Machine Translation Summit Conference. Tokio 1987.
- (spoluautoři G. Wilcock, O. Nišida, T. Jošimi, M. J. W. Bos, N. Tamura, H. Murakami) Japanese-to-English Project PROTRAN TWINTRAN. In: COLING-90. Papers presented to the 13th International Conference on Computational Linguistics, Helsinki 1990.